# 郡上市立川合小学校
郡上市立川合小学校 （ぐじょうしりつ かわあいしょうがっこう）は、岐阜県郡上市にある公立小学校。

## 通学区域
- 通学区域は八幡町中坪、八幡町中坪1-3丁目、八幡町初音、八幡町河鹿、八幡町五町、八幡町五町1-4丁目、八幡町瀬取、八幡町有坂である。公立中学校の進学先は郡上市立八幡中学校[1]である。

## 沿革
- 1873年（明治6年） - 是本村[注釈 1]に中岡義校が開校。
- 1886年（明治19年） - 初音簡易科小学校に改称する。
- 1893年（明治26年） - 初音尋常小学校に改称する。
- 1897年（明治30年）4月1日 - 中坪村、初音村、河鹿村、五町村、瀬取村 が合併し、川合村が発足。
- 1905年（明治38年） - 中坪、上ケ洞[注釈 2]の児童の八幡尋常高等小学校への委託を解消。初音尋常小学校上ケ洞分教場を設置。
- 1906年（明治39年） - 初音尋常小学校上ケ洞分教場に川合高等学校を開校。
- 1908年（明治41年）
  - 2月 - 初音尋常小学校上ケ洞分教場を川合尋常小学校に、初音尋常小学校を川合尋常小学校初音分教場に、それぞれ改称する[注釈 3]。
  - 4月 - 川合尋常小学校が川合尋常高等小学校に改称する。
  - 5月 - 河鹿尋常小学校、五町尋常小学校を統合。
- 1909年（明治42年） - 初音分教場を廃止。[注釈 4]。
- 1913年（大正2年） - 初音分教場を再度設置。
- 1919年（大正8年） - 校舎が全焼。分教場、民家などで分散授業となる。
- 1921年（大正10年） - 現在地に移転新築。分散授業を解消。初音分教場を廃止。
- 1926年（大正15年） - 農業補習学校、青年訓練所を併設。
- 1941年（昭和16年）4月1日 - 川合国民学校に改称する。
- 1944年（昭和19年） - 五町分教場に有坂国民学校[注釈 5]が統合される。
- 1947年（昭和22年）4月1日 - 川合村立川合小学校に改称する。五町分教場は五町分校、河鹿分教場は河鹿分校、初音分教場は初音分校に改称する。
- 1954年（昭和29年）12月15日 - 八幡町、相生村、川合村、口明方村、西和良村が合併し、八幡町が発足。同時に八幡町立川合小学校に改称する。
- 1959年（昭和34年）4月 - 五町分校が五町小学校として分立する。
- 1968年（昭和43年）4月 - 河鹿分校を廃止。
- 1994年（平成6年）4月 - 八幡第二小学校を統合する。
- 2004年（平成16年）3月1日 - 八幡町、大和町、白鳥町、高鷲村、美並村、明宝村、和良村が合併し、郡上市が発足。同時に郡上市立川合小学校に改称する。